# Festung Heldsberg

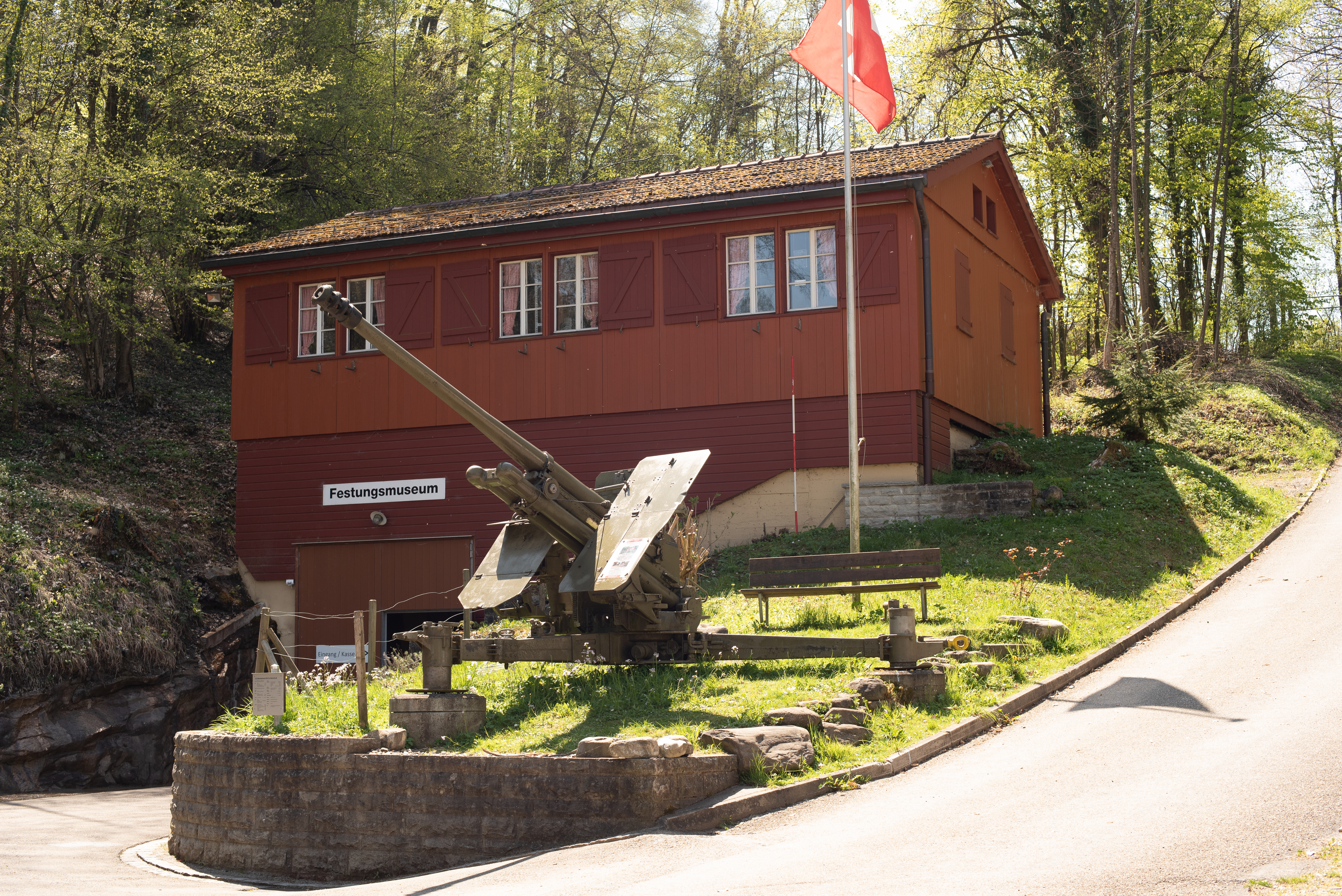
Eingangsbereich der Festung mit Tarngebäude

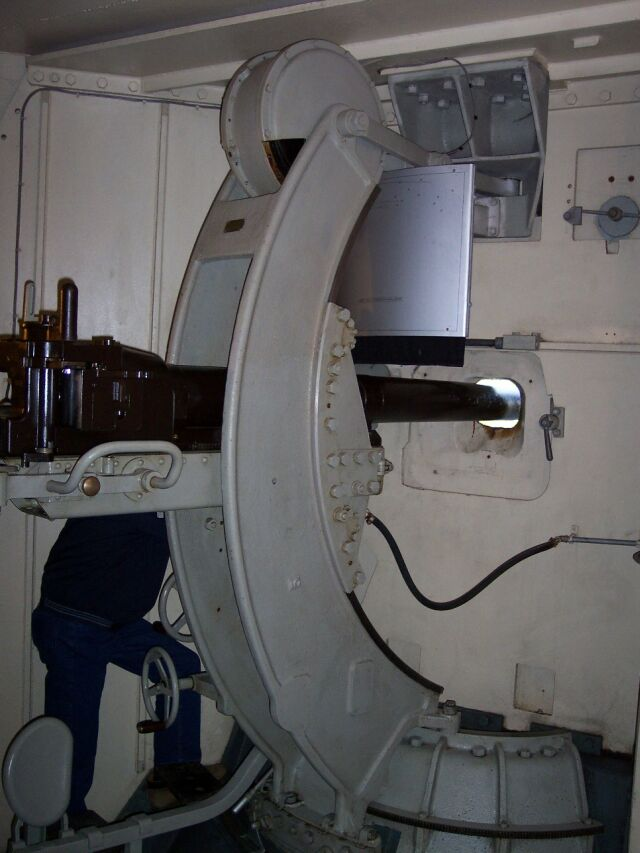
Kampfstand für 7,5-cm-Kanone auf Ständerlafette von innen

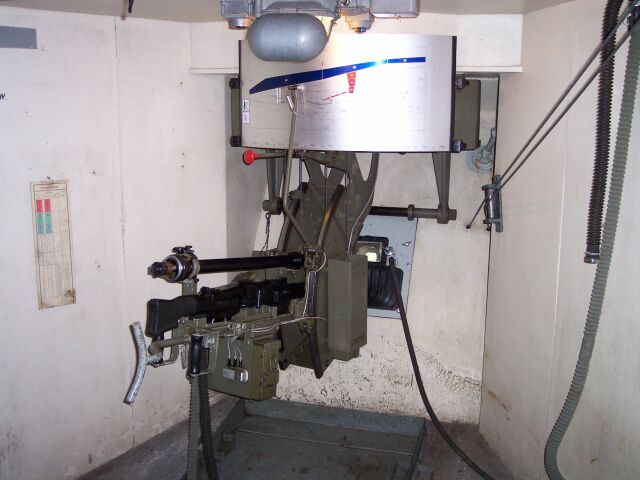
Maschinengewehr Mg 51 auf Festungslafette

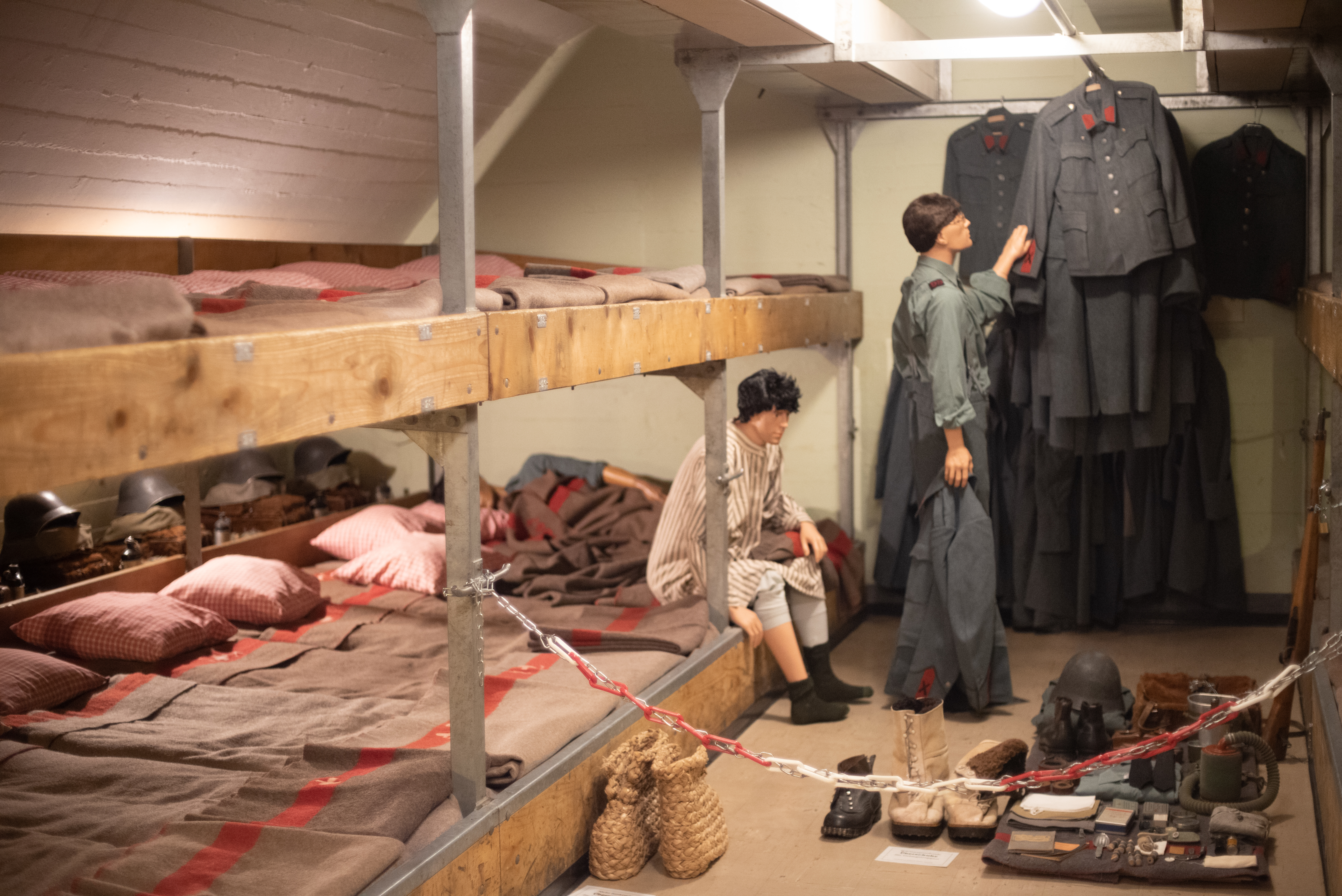
Schlafsaal

Die Schweizer Festung Heldsberg ist ein Artillerie-Fort aus der Zeit des Zweiten Weltkriegs und des Kalten Kriegs. Die Sperrstelle Bruggerhorn mit dem Artilleriewerk Heldsberg sowie die Sperrstelle Stoss gelten als militärhistorische Denkmäler von nationaler Bedeutung.

## Artilleriewerk Heldsberg
- Karte mit allen Koordinaten:
- OSM |
- WikiMap

Die Anlage wurde in der Zeit von 1938 bis 1941 im Kanton St. Gallen auf einem Hügelzug zwischen St. Margrethen und Au errichtet. Sie sicherte mit ihren Kanonen und Maschinengewehren die Mündung des Rheins in den Bodensee. Die Festung liegt direkt über dem Rheintal und kann den Grenzübergang von Au nach Lustenau (Österreich) über den Rhein aus ihren Kampfständen heraus optimal überblicken.

### Werk
Das Fort bestand in seiner ursprünglichen Konzeption aus insgesamt vier halbautomatischen Kanonen mit dem Kaliber 7,5 cm hinter verbunkerten Scharten aus Beton und Stahl, die in eine Nord- und eine Südbatterie aufgeteilt waren. Die verwendeten Kanonen waren halbautomatisch, konnten alle fünf Sekunden einen Schuss abfeuern und hatten eine Reichweite bis in die Hafeneinfahrt von Lindau oder bis zum Bahnhof von Bregenz in etwa 10,5 km Entfernung. Somit sollte ein potenzieller Angreifer schon bei seinem Aufmarsch bekämpft werden können. Hinzu kamen sieben Maschinengewehre, ebenfalls unter Panzerung, und zwei Beobachtungsstände zur Gefechtsführung. Verbunden waren die einzelnen Bunker durch unterirdische Gänge von insgesamt 1000 m Länge.
Innerhalb des Berges befanden sich eine Zentrale zur Erzeugung von Elektrizität, eine Küche, eine Kantine, ein Trinkwasserreservoir mit 110'000 Litern Trinkwasser, Wohnräume für Mannschaften, Unteroffiziere und Offiziere, Munitionslager, Waffenwerkstätten, Feuerleitzentralen, eine kleine Krankenstation und auch zwei Leichenkammern. Insgesamt taten in der Festung 200 Soldaten Dienst, die sich alle acht Stunden 60 Betten teilen mussten. Die Aussenverteidigung hatte 400 Mann. Zur Festung gehörten auch noch Kampfstände für die Infanterie, die telefonisch und mit Funkgeräten mit der Festung verbunden waren.
Das deutsche Militär schätzte diese und ähnliche Schweizer Festungen sehr hoch ein. Während des Zweiten Weltkriegs gab es mehrere deutsch-italienische Pläne, wie bspw. den Operationsentwurf gegen die Schweiz, für einen militärischen Angriff auf die Schweiz. In einem Kommentar zu den schweizerischen Grenzbefestigungen am Bodensee hiess es seitens der deutschen Generalität:
„Ein Angriff über den Rhein nur aus ostwärtiger Richtung zwischen Bodensee und Sargans ist wegen des gebirgigen Geländes und der starken Befestigungen bei Rheineck (Heldsberg) und Sargans nicht zu empfehlen.“
Die Festung Heldsberg blieb weit über den Zweiten Weltkrieg hinaus im Dienst. Erst 1992 wurde die Anlage mit dem Ende des Kalten Kriegs vom Militär aufgegeben. Sie ging ins Eigentum der Gemeinde St. Margrethen über, die sie zu einem Festungsmuseum umgestaltete.
- Artilleriewerk Heldsberg A 5850 Eingang  ⊙
- Geschützstand 1 A 5850 Heldsberg ⊙
- Geschützstand 2 A 5850 Heldsberg ⊙
- Geschützstand 3 A 5850 Heldsberg ⊙
- Geschützstand 4 A 5850 Heldsberg  ⊙
- Mg und Beobachtungsstand A 5850 Heldsberg ⊙
- Stand mit 2 Mg «Einfamilienhaus» A 5850 Heldsberg ⊙

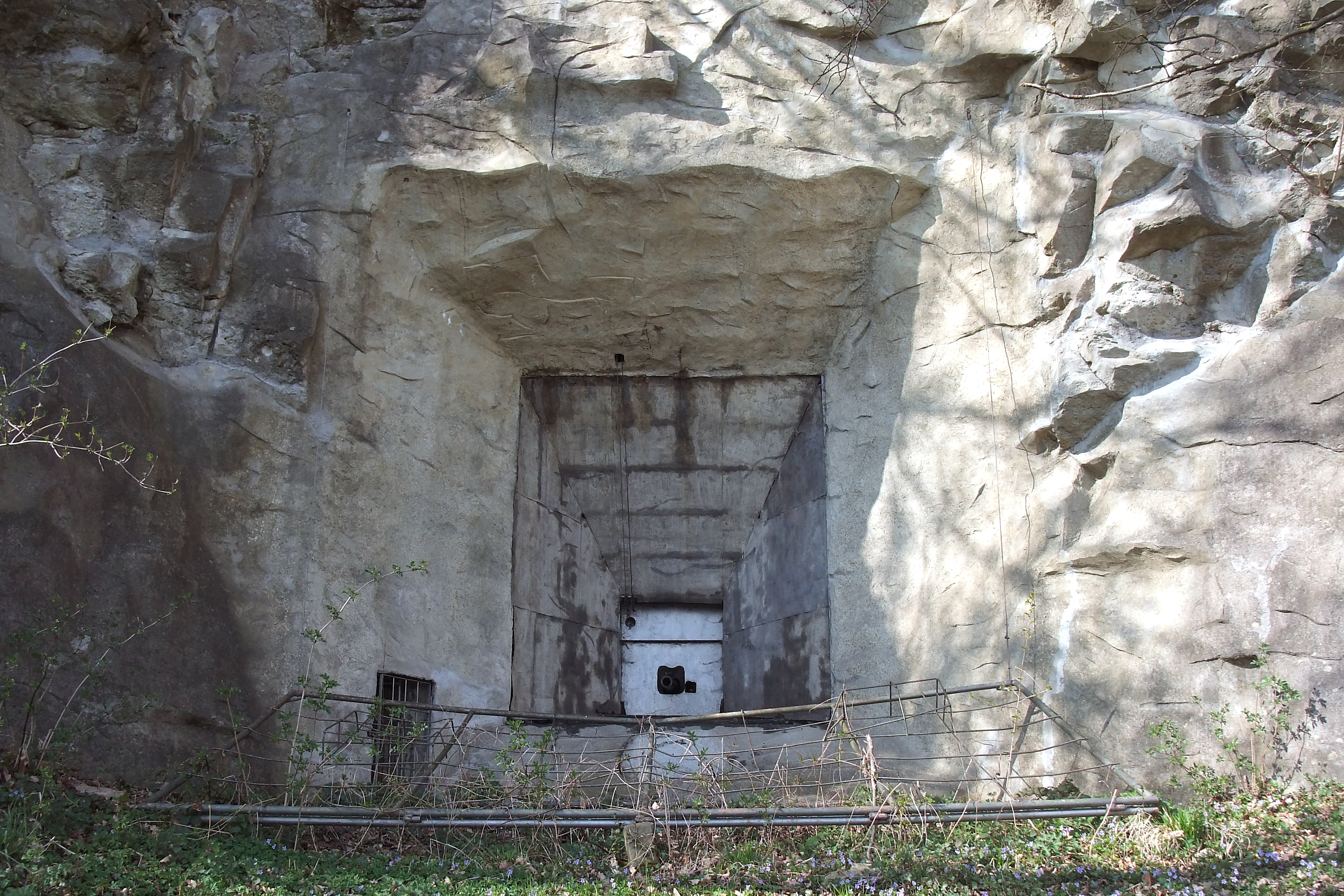
Geschützstand 1
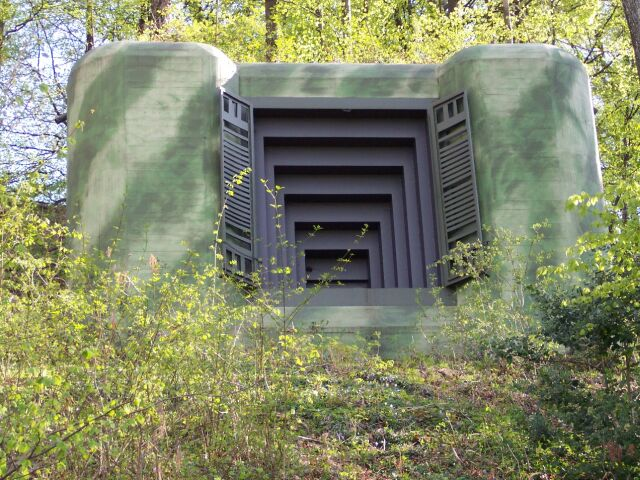
Geschützstand 4
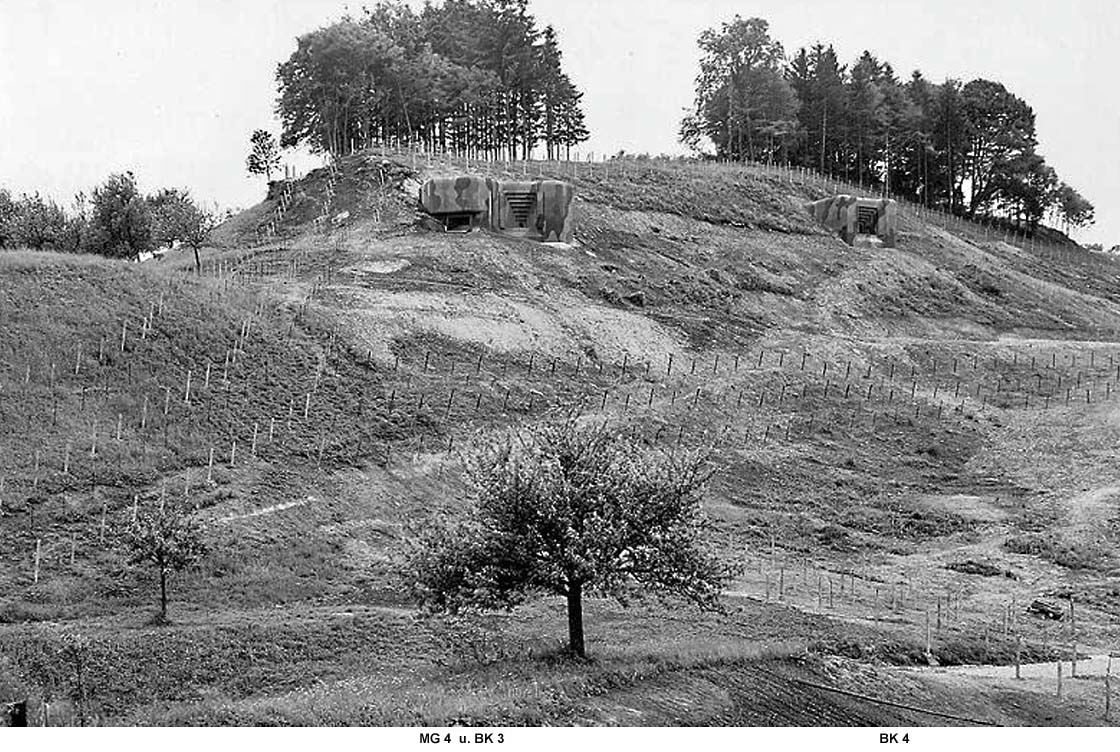
Maschinengewehr (Mg) 4, Befestigungskanonen (BK) 3 und (BK) 4
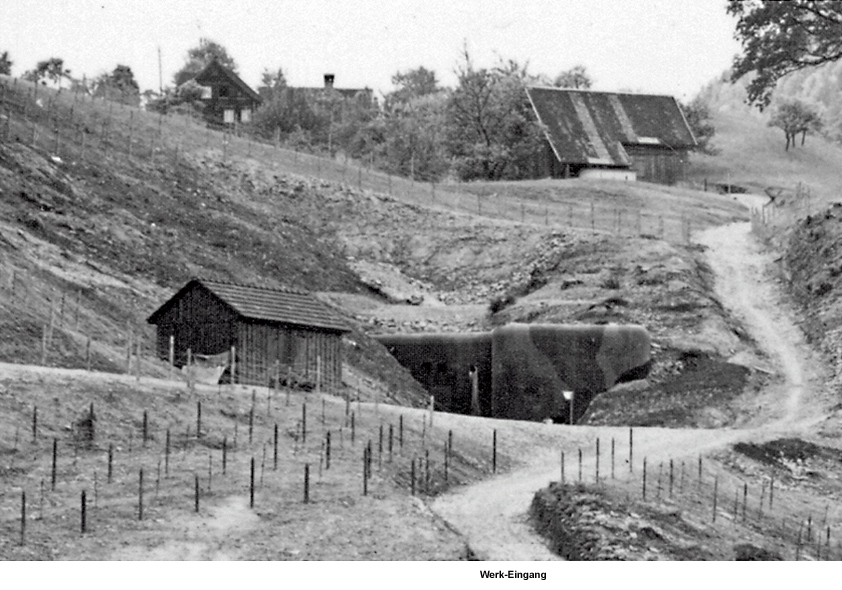
Werk-Eingang
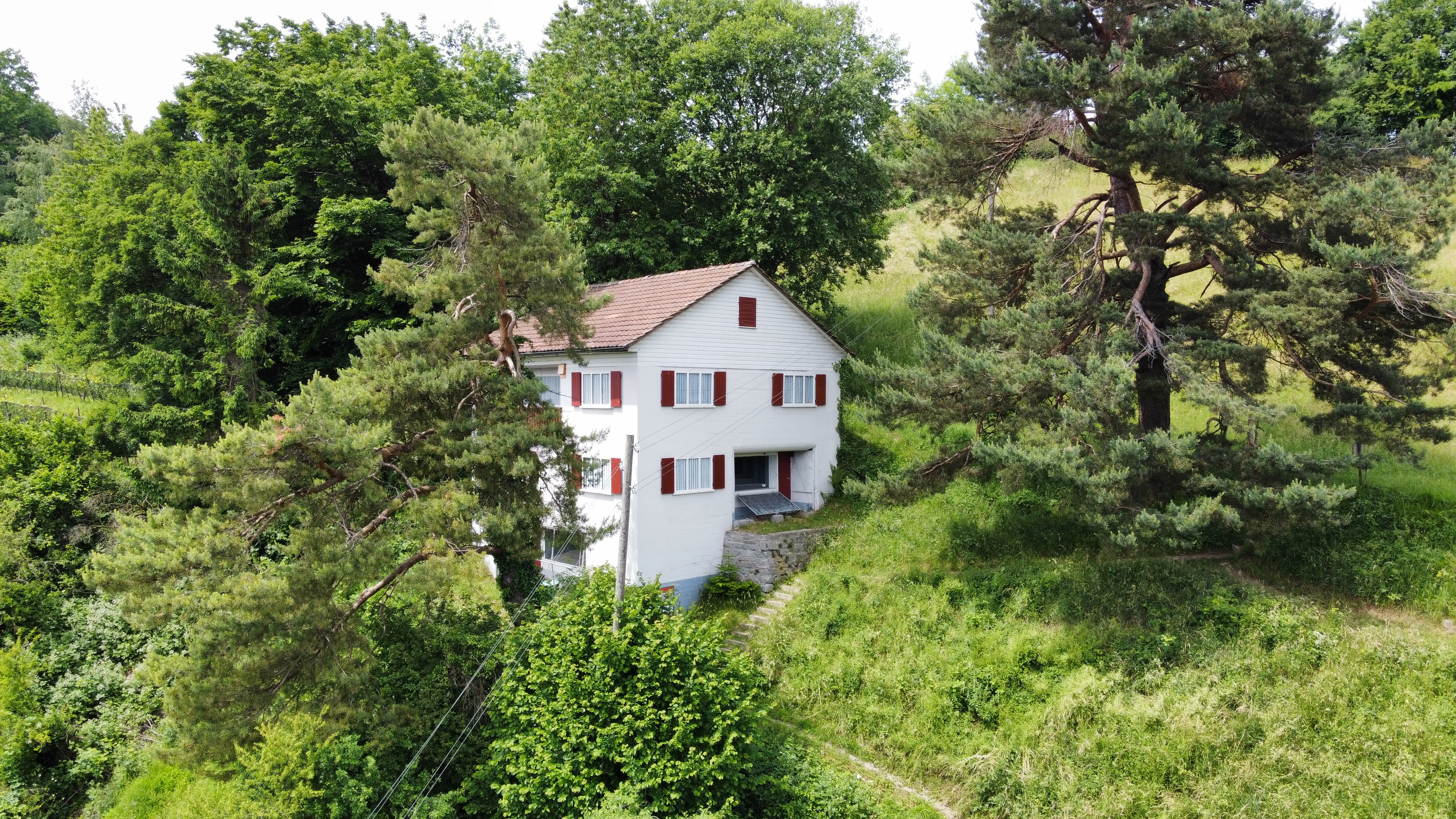
Maschinengewehr (MG) 1 / Beobachter 1

### Festungsmuseum und Waffensammlung
Das Festungsmuseum Heldsberg wurde im September 1993 eröffnet. Folgende Sammlungen werden in Ausstellungen thematisiert:
- Armee, Sanität und Rotkreuzdienst (vom Feldsanitätsdienst bis zur Veterinärmedizin)
- Ordonanzwaffen (lückenlose Waffensammlung aller leichten Waffen der Schweizer Armee)
- Schwere Waffen (Waffen der Artillerie, Flieger- und Panzerabwehr, Festungsartillerie)
- Fernmeldetechnik und Chiffriergeräte
- Militärische Instrumente und Hilfsmittel (Beobachten, Messen, Rechnen, Zielen, Richten für das Schiessen, Beleuchtungsmaterial, AC-Schutzdienstmaterial)
- Munition (Schweizer Munition und etwa 1000 Schnittmodelle diverser Munitionstypen)
- Sonderausstellung 2023 Festungswachtkorps 1942 – 2003

## Sperrstelle Bruggerhorn bis Thal
Mit der Rheinregulierung zu Beginn des 20. Jahrhunderts wurde das Bruggerhorn zum Einfallstor. Eine Eisenbahn- und drei Strassenbrücken führten vom österreichischen Lustenau über den Rhein in die Schweiz.
Mit dem Anschluss Österreichs im März 1938 hatte die Wehrmacht mit den zwei Brücken bei Fußach in Österreich bereits den Fuss über dem Rheinhindernis, weil diese von der Schweizer Armee nicht gesprengt werden konnten.
Die 1938 neu geschaffenen Grenzbrigade 8 sicherte als erste Massnahme sämtliche Rheinbrücken mit Leichtständen (Bunker vom Typ Schindler «Zuckerstock» mit 2 Lmg) sowie mit Tankbarrikaden und Sprengobjekten.  Ab 1941 konnte das Artilleriewerk Heldsberg sämtliche Rheinbrücken von Bregenz bis Kriessern unter Beschuss nehmen. Zur Aussenverteidigung im Vorfeld des Bruggerhorns wurden drei Maschinengewehr- und zwei Panzerabwehrwerke (Pak) errichtet
Die Grenzbrigade 8 hatte mit den Sperrstellen Rheineck (Armeebezeichnung Nr. 840), Steinig Tisch-Thal (Nr. 808), Halden (Nr. 805) und Buechstig (Nr. 864) die wichtigsten Strassen- (A1) und Bahnverbindungen Richtung St. Gallen und Rorschach zu sperren und eine Luftlandung auf dem Flugplatz Altenrhein zu verhindern. Ab 1939 wurden die beiden gegenüberliegenden Felswerke Steinig Tisch (A 5816) und Halden (A 5808) gebaut. Die beiden grössten Infanteriewerke der Brigade wurden bis in die 1970er Jahre laufend modernisiert (unter anderem zehn 9-cm-Panzerabwehrkanonen Pak 50/57 auf engstem Raum).

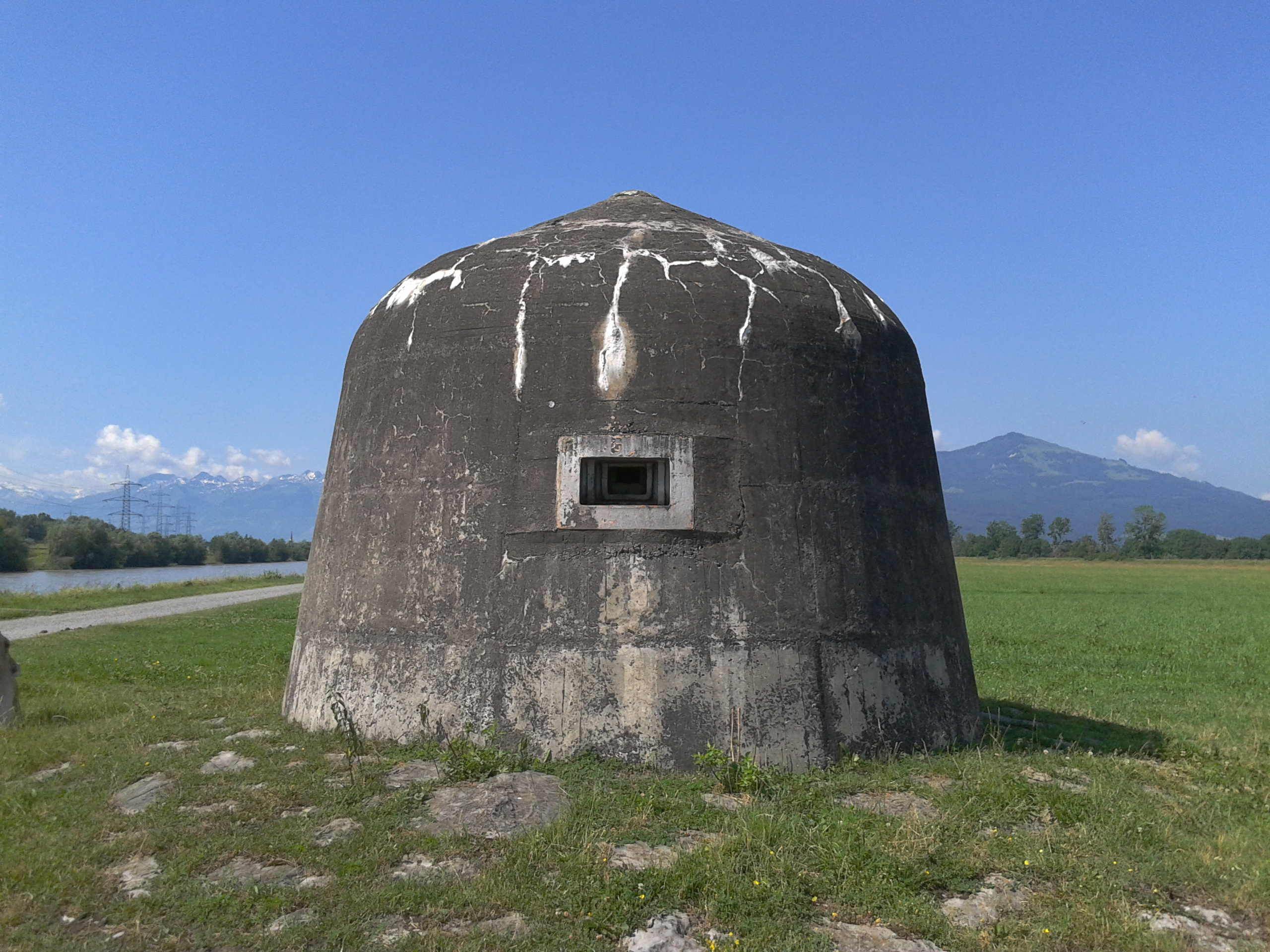
Leichtstand in Betonbunkerausführung mit Maschinengewehren beim Grenzübergang Kriessern (CH) – Mäder (A)

### Sperrstelle Halden
- Infanteriewerk Halden A 5808: 5 Pak, Mg ⊙
- Infanteriebunker Halden Nord A 5809: 2 Lmg ⊙
- Infanteriebunker Halden Süd A 5810: 1 Mg ⊙

### Sperrstelle Halten-Thal
- Infanteriebunker Loch Nord A 5811: Mg ⊙
- Infanteriebunker Loch Süd A 5812: Mg ⊙
- Infanteriebunker Greifenstein A 5813: 2 Mg ⊙

### Sperrstelle Steinig Tisch

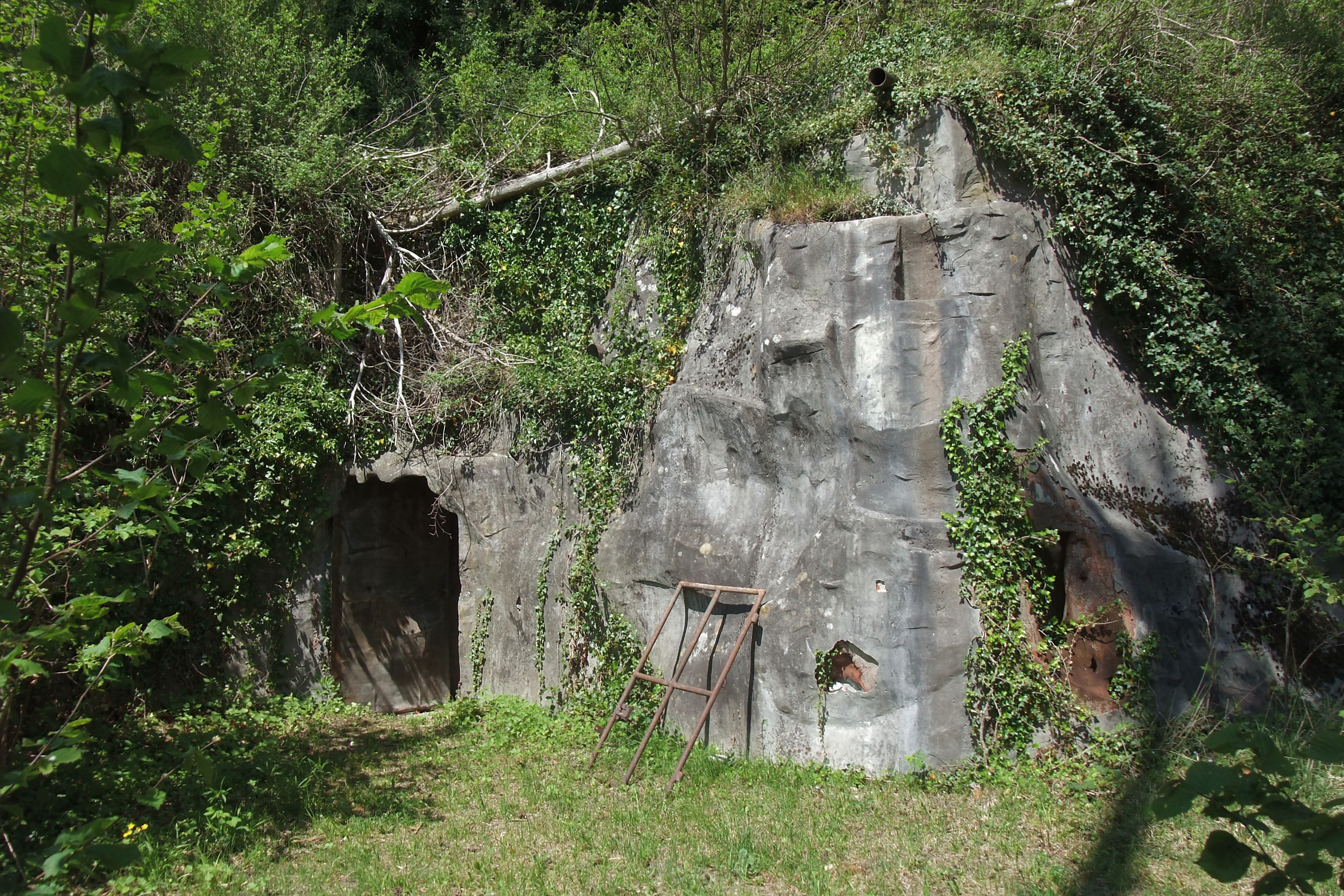
Eingang Pak-Kaverne A 5816

- Infanteriebunker Steinig Tisch A 5814: 3 Mg ⊙
- Infanteriebunker Steinig Tisch A 5815
- Pak-Kaverne Steinig Tisch A 5816: 2 Pak, 5 Mg ⊙
- Infanteriebunker Steinig Tisch Türmli A 5816/1 ⊙
- Infanteriebunker Dorfhalde A 5817
- Infanteriebunker Lutzenberg Hof A 5818 ⊙
- Infanteriebunker Lutzenberg Gitzbühl A 5819

### Sperrstelle Rheineck

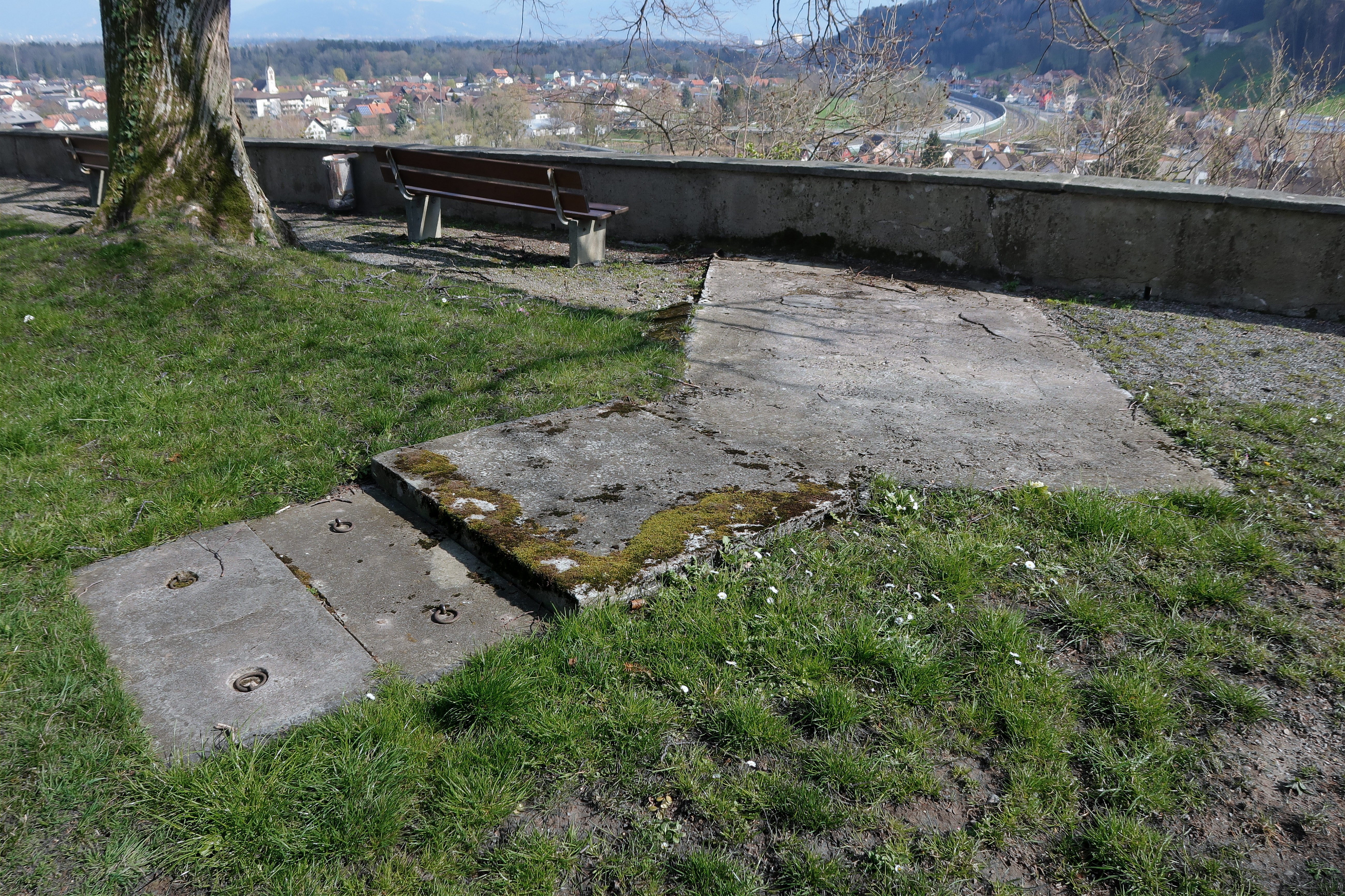
Infanteriebunker Burg A 5821 Rheineck

- Infanteriebunker Burg A 5821 Rheineck  ⊙
- Infanteriebunker Rheineck A 5823 Panzerabwehrbunker ⊙
- Infanteriebunker Ruederbach A 5824 Rheineck ⊙
- Infanteriebunker Nebengraben A 5825 Rheineck ⊙
- Infanteriebunker Risiwald A 5826  Rheineck ⊙
- Sprengobjekt Rheineck M 0781  ⊙

### Sperrstelle St. Margrethen

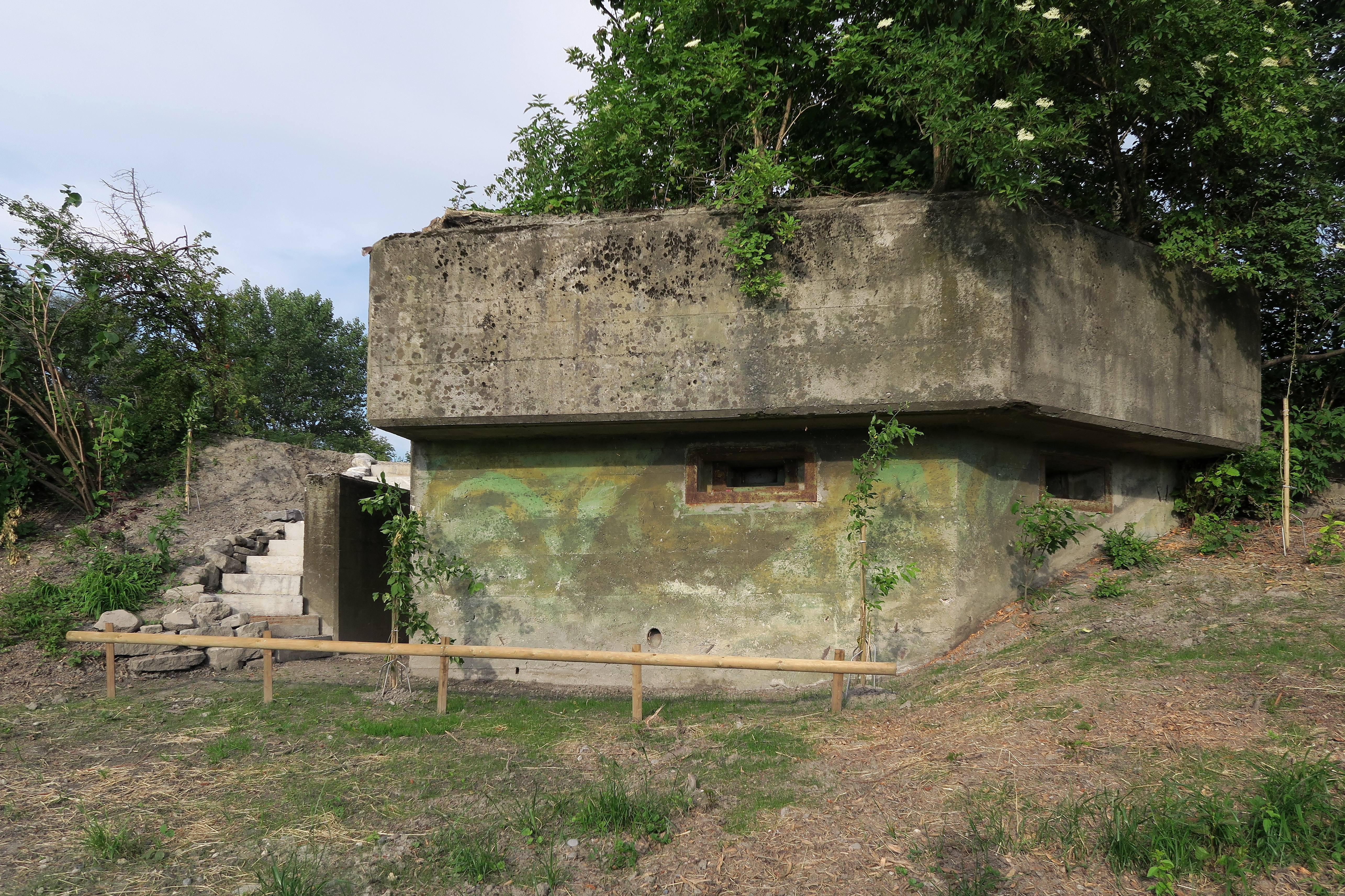
MG Bunker A 5841 St. Margrethen

- Infanteriebunker A 5828 St. Margrethen West ⊙
- Infanteriebunker A 5829 St. Margrethen West ⊙
- Infanteriebunker A 5830 St. Margrethen West ⊙
- Infanteriebunker A 5831 St. Margrethen West ⊙
- Infanteriebunker A 5832 St. Margrethen West ⊙
- Schindlerbunker A 5833 St. Margrethen ⊙
- Infanteriebunker A 5834 St. Margrethen ⊙
- Infanteriebunker A 5835 St. Margrethen ⊙
- Infanteriebunker A 5836 St. Margrethen ⊙
- Infanteriebunker A 5837 St. Margrethen ⊙
- Lmg Bunker A 5838 Campingplatz Bruggerhorn ⊙
- Doppel-Mg Bunker «Pumpstation» A 5839 St. Margrethen ⊙
- Lmg Bunker A 5840 St. Margrethen ⊙
- MG Bunker A 5841 St. Margrethen ⊙
- Doppel-Mg Bunker A 5846 A13 St. Margrethen ⊙
- Doppel-Mg Bunker «Ottersbach» A 5847  ⊙

### Sperrstelle Heldsberg
- Doppel-Mg Bunker Oberer Heldsberg Nord A 5848 ⊙
- MG-Bunker Oberer Heldsberg Süd A 5849 ⊙

### Sperrstelle Au
- Infanteriebunker  A 5857 Au ⊙
- Infanteriebunker  A 5858 Au ⊙
- Mg-Bunker A 5859 Haslach Au ⊙
- Schindlerbunker  A 5860 Au ⊙ (2024 abgerissen für das Rhesi Projekt)
- Mg-Bunker Au A 5861 ⊙

### Sperrstelle Berneck
- Mg-Werk Berneck A 5862 ⊙
- Infanteriebunker  A 5863 Berneck ⊙
- Infanteriebunker  A 5864 Berneck ⊙

### Sperrstelle Reute AR
- Infanteriewerk Sonderegg A 5865 Reute ⊙
- Infanteriewerk Föhre A 5866 Reute ⊙
- Infanteriewerk Fels A 5868 Reute ⊙
- Infanteriewerk Tobel A 5870 Reute ⊙

## Sperrstelle Stoss
Die Sperrstelle Stoss der Grenzbrigade 8 sicherte den Passübergang Stoss AR vom Rheintal ins Becken von Appenzell. Erste Sperren wurden 1888 geplant. Ab 1937 wurden Barrikaden und 1940/41 Bunker gebaut. Während der Armee 61 wurden 1988/89 an der Kantonsgrenze St. Gallen-Appenzell 17 moderne Unterstände errichtet.

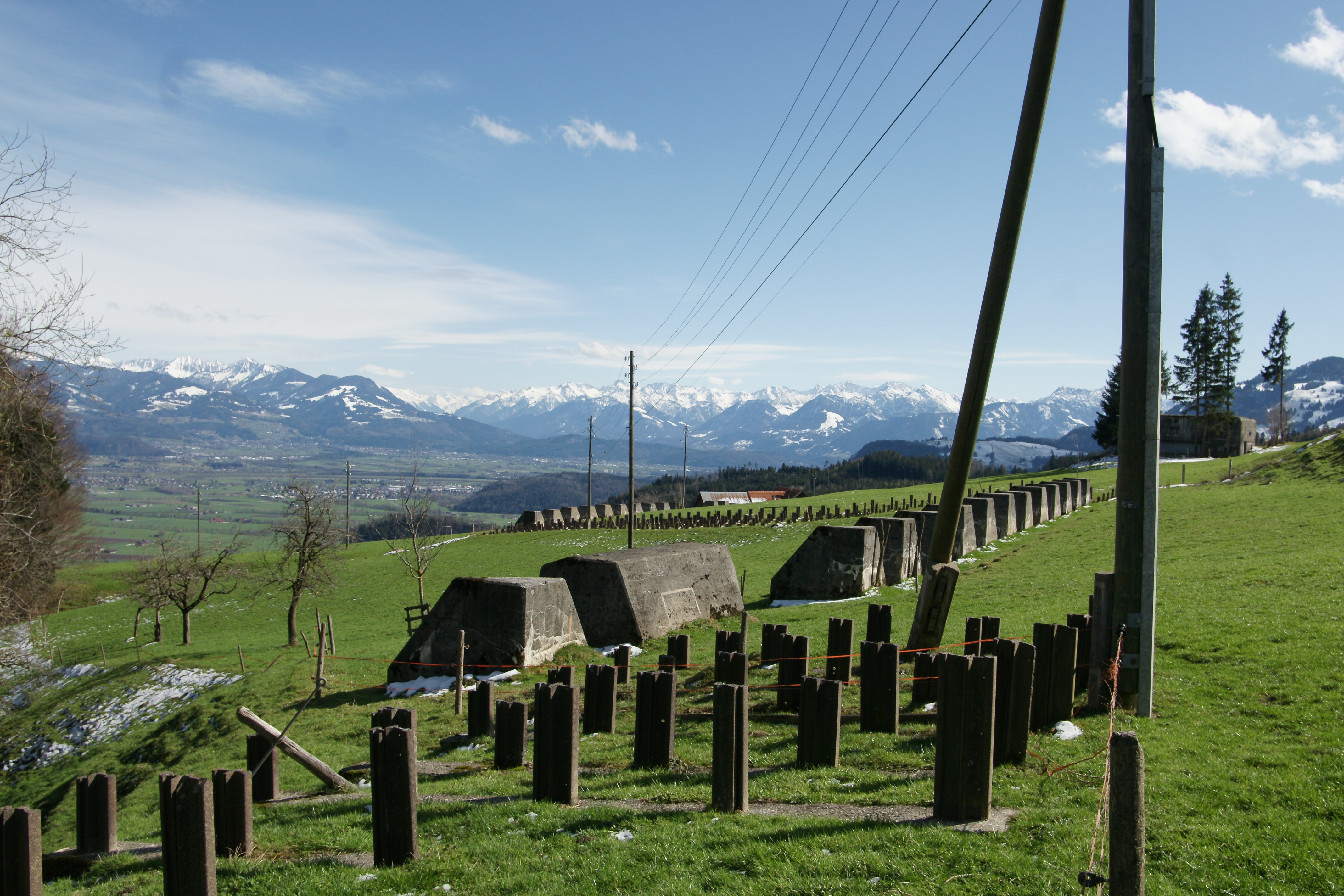
Höckerlinie am Stoss mit Infanteriebunker Warmesberg A 5888

- Mg-Bunker A 5874 Marbach ⊙
- Bunker Blatten A 5876  ⊙
- Mg-Bunker Blatten A 5878 Altstätten ⊙
- Bunker alte Stossstrasse A 588x  Altstätten ⊙
- Infanteriebunker Rain A 5885 ⊙
- Infanteriebunker Stoss Süd A 5887 ⊙
- Infanteriebunker Warmesberg A 5888 ⊙
- GPH Ober-Warmesberg ⊙
- Doppel-Mg Bunker A 5897  Hirschensprung ⊙